# 요시다정 (히로시마현)
요시다정(吉田町)은 일본 히로시마현 다카타군에 존재했던 정이다. 센고쿠 다이묘, 모리 모토나리가 거주지이기도 한 성이기도 하다. 2004년 3월 1일 요시다정과 다카타군 야치요정, 미도리정, 다카미야정, 고다정, 무카이하라정이 아키타카타시로 합병(신설합병)하고 소멸되었다.

## 역사
- 1889년 4월 1일 - 정촌제 시행에 의해 다카타군 요시다촌이 단독으로 자치체를 형성하였다.
- 1896년 1월 1일 - 정으로 승격해 요시다정이 되었다.
- 1953년 4월 1일 - 다카타군 에노촌, 고노촌, 단피촌이 신설합병해, 새로운 요시다정이 성립하였다.
- 1993년 4월 17일 - 모닥불 관리 소홀로 인해 대규모 산불이 발생으로, 소실 면적은 250ha에 달했다. 히로시마현에서는 헤이세이 연간 3번째 규모였다.
- 2004년 3월 1일 - 다카타군 야치요정, 미도리정, 다카미야정, 고다정, 무카이하라정과 신설합병해 아키타카타시가 성립하였다. 동일 요시다정은 폐지되었다.

## 교통

### 도로
- 국도 제54호선
- 국도 제183호선